# Nor-Am Cup 1990
La Nor-Am Cup 1990 fu la 15ª edizione della manifestazione organizzata dalla Federazione Internazionale Sci.
In campo maschile lo statunitense Tommy Moe si aggiudicò sia la classifica generale, sia quella di supergigante; i suoi connazionali A J Kitt, Jeremy Nobis e Joe Levins vinsero rispettivamente quelle di discesa libera, di slalom gigante e di slalom speciale. Lo statunitense Barry Galvin era il detentore uscente della Coppa generale.
In campo femminile la statunitense Heidi Bowes si aggiudicò sia la classifica generale, sia quelle di slalom gigante e di slalom speciale; la canadese Rardi Van Heest vinse quelle di discesa libera e la statunitense Kimberly Schmidinger quella di supergigante. La statunitense Diann Roffe era la detentrice uscente della Coppa generale.

## Uomini

### Classifiche

#### Slalom gigante
| Pos. | Nome         | Nazione     | Punti |
| ---- | ------------ | ----------- | ----- |
| 1    | Jeremy Nobis | Stati Uniti | 70    |
| 2    | Nate Bryan   | Stati Uniti | 69    |
| 3    |              |             |       |